# توالی بوم‌شناختی

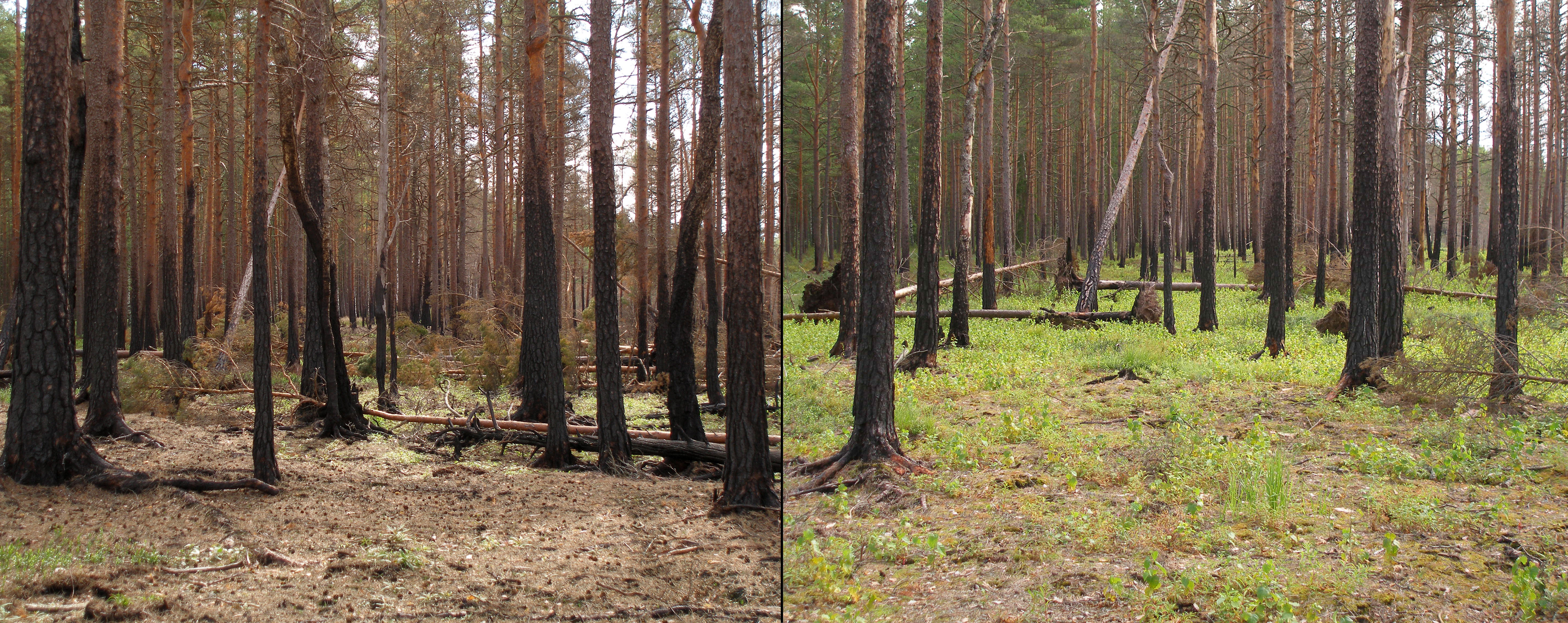
جانشینی پس از آشفتگی در یک جنگل شمالی (سمت چپ) و همان جنگل ۲ سال (سمت راست) پس از یک آتش‌سوزی

توالی بوم‌شناختی یا جانشینی بوم‌شناختی (انگلیسی: Ecological succession) یک فرایند دگرگونی در ساختار گونه‌ها از اجتماع (بوم‌شناسی) در طول یک زمان معمولاً مشخص است، یک مقیاس زمانی که می‌تواند یک دهه (به عنوان مثال، پس از یک آتش‌سوزی) یا حتی میلیون‌ها سال پس از رویداد انقراض گونه‌ای خاص رخ دهد.
جامعه محیط زیست (کلونی) با تعداد نسبتاً کمی از گونه پیشگام گیاهان و جانوران آغاز می‌گردد و توسعه از طریق افزایش پیچیدگی تا زمانی که ثبات یا پایداری به حد نسبی وجود نداشته باشد، حاصل نمی‌شود.

## نگارخانه

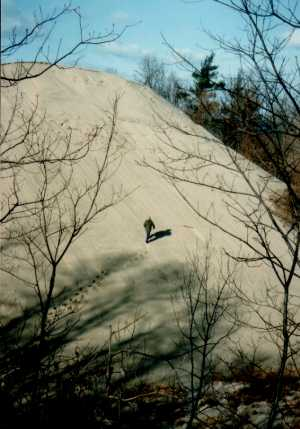
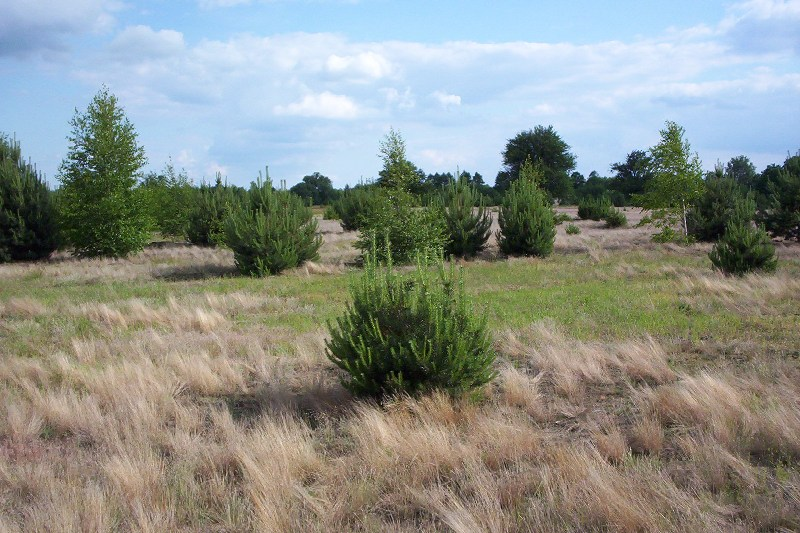
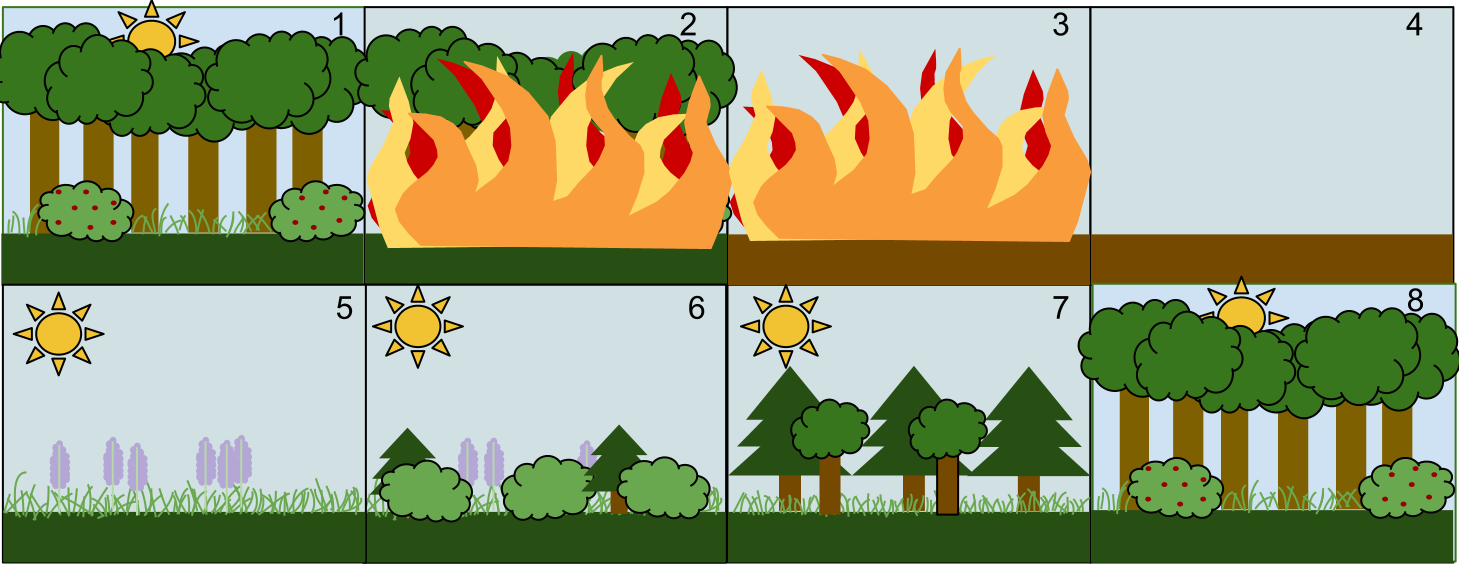
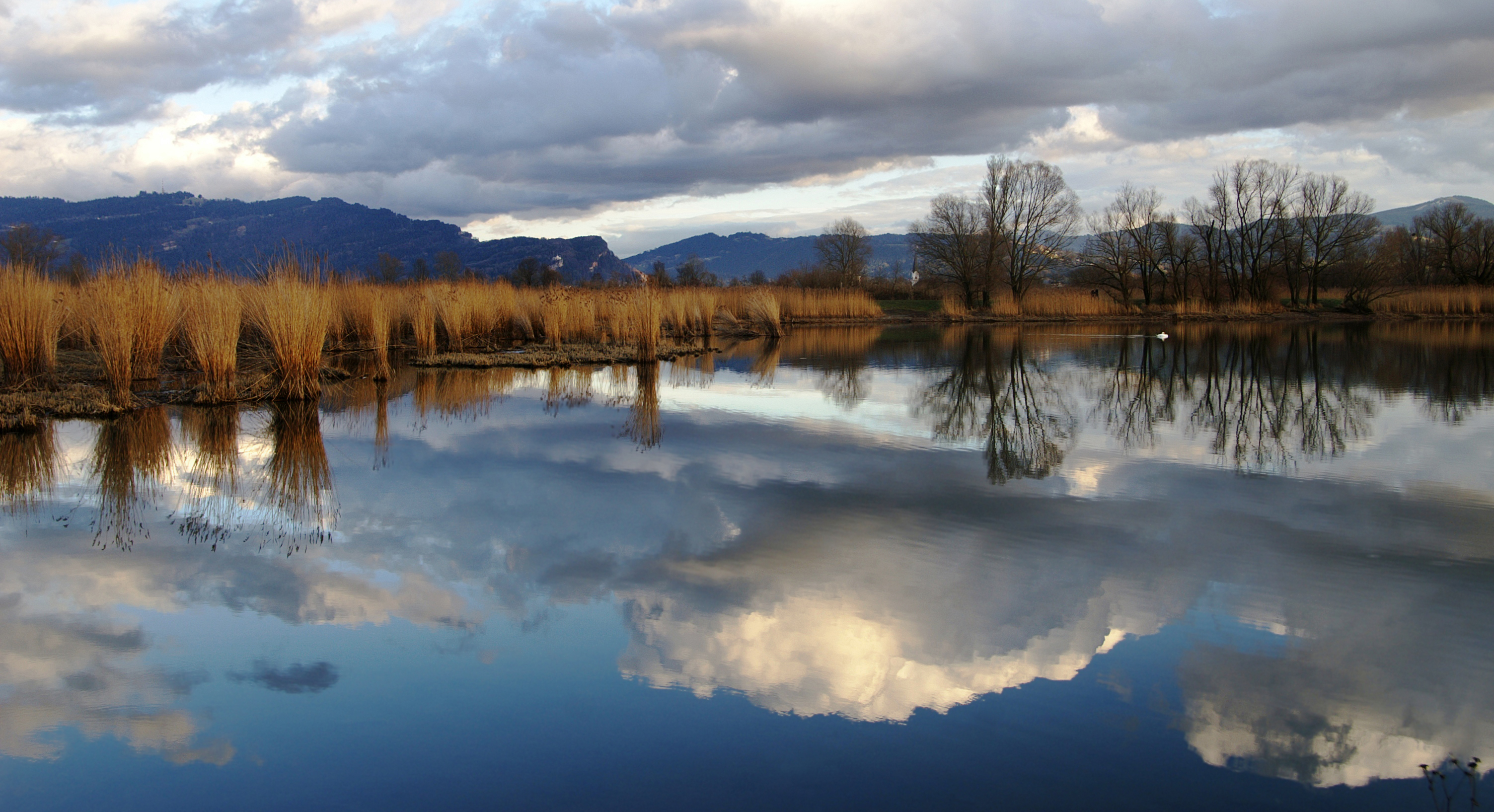
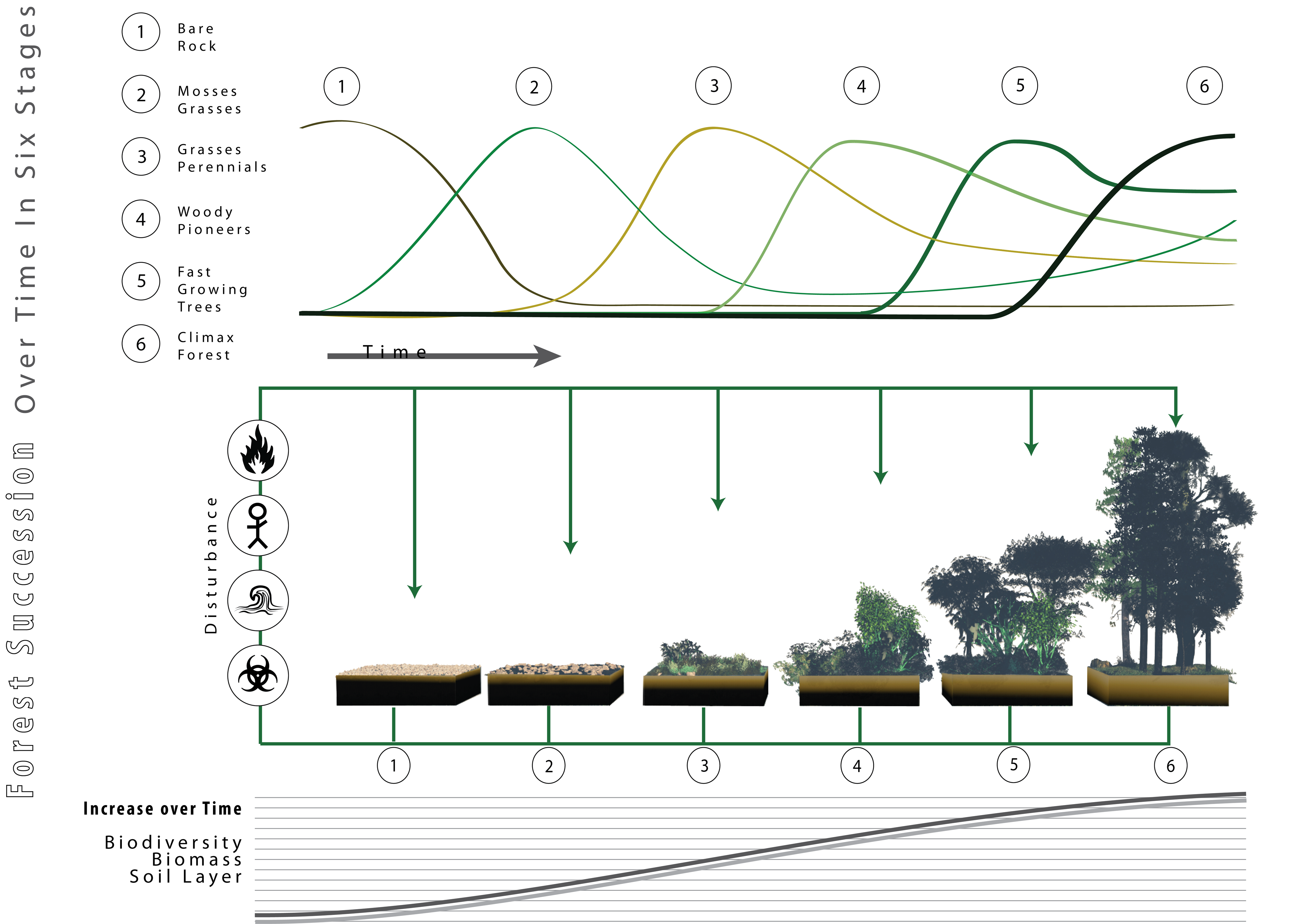